# Kari

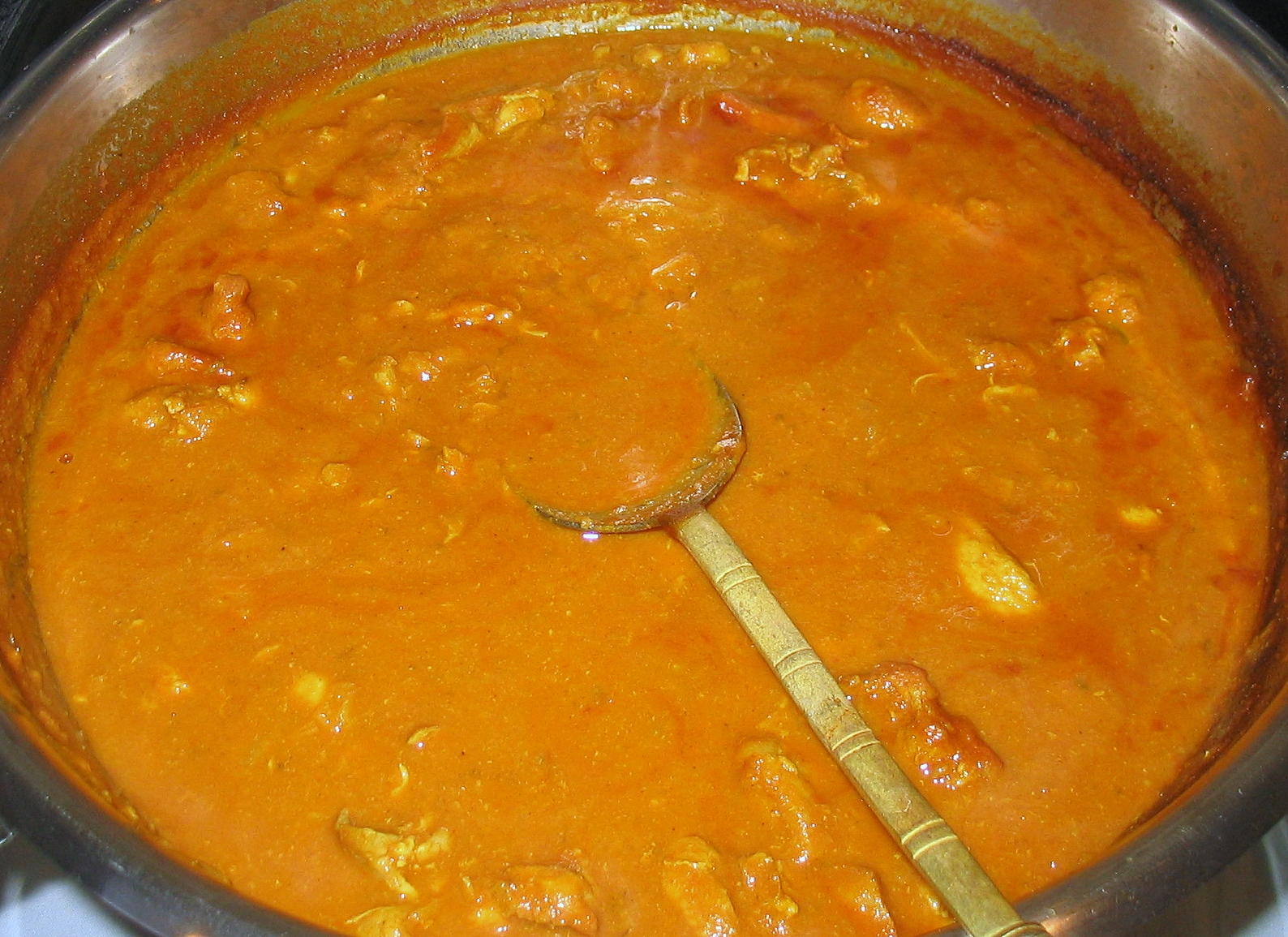
Kari

Kari, karí (tamilsky கறி, anglicky curry) je původně tamilský pokrm, který je jistým druhem ragú (podobný také eintopfu), tedy různé druhy na malé kousky nakrájeného masa, ryby nebo zeleniny, podávané v (většinou relativně) husté omáčce; jako příloha slouží rýže nebo indický chléb. Kari je dnes rozšířeno po celé Indii a jihovýchodní Asii.
Pojem kari je znám také (zvláště v Evropě) jako název pro koření (kari koření, anglicky curry powder). Během koloniální nadvlády začali Britové používat pojem kari pro samotné koření, které se pro přípravu těchto pokrmů používá. Poté, co se koření začalo dovážet do Evropy, zůstalo u tohoto nesprávného pojmenování.